# Acidaliastis saturata
Acidaliastis saturata är en fjärilsart som beskrevs av Rothschild 1921. Acidaliastis saturata ingår i släktet Acidaliastis och familjen mätare. Inga underarter finns listade i Catalogue of Life.